# Norops cusuco
Norops cusuco är en ödleart som beskrevs av  Mccranie KÖHLER och WILSON 2000. Norops cusuco ingår i släktet Norops och familjen Polychrotidae. Inga underarter finns listade i Catalogue of Life.